# 惠里切语
惠里切语是阿劳坎语系一种极濒危语言。1982年由智利约2千惠里切族使用，但目前只有少数老年使用者了。分布在湖大区和河大区；以及在瓦尔迪维亚城和南方奇洛埃群岛之间的河谷地带。

惠里切语由至少两种方言组成，分别是Huillichesungun和Tsesungun。Huillichesungun分布在奇洛埃岛上的Wequetrumao，Tsesungun则分布在奥索尔诺省沿海的Choroy Traiguen。惠里切语与马普切语关系密切，不过两种语言间的互通度仍有待研究。国家地理的“远声”计划报告：
“他们在某种程度上隐藏于更广的马普切族群中，虽然它们在语言上和身份认同上的差别都不小[...]尽管两种语言[Huillichesungun和Tsesungun]共享多大80%的基础词，我们确信它们在音系和语法上有很大差异，民族-语言身份认同也是同样[...]意外的是，Tsesungun虽然地理上与马普切语更近，但语言上更不像。”
耶稣会神父路易斯·德·瓦尔迪维亚在1606年报告，在科金博和奇洛埃之间、太平洋到安第斯山有个语言共同体，它们内部的差别主要在发音和词汇上。这一分析在19世纪末20世纪初由研究者支持，如菲利克斯·德·奥古斯塔或鲁道夫·伦茨；截至20世纪下半叶，还有罗伯特·克鲁斯。后两者注释道惠里切语是阿劳坎语系内演化最激进的变体，支持这一点的还有比拉尔·阿尔瓦雷斯-桑托勒诺，是在奥索尔诺省滨海地区研究Chesungun的音系和句法的研究者。
大多数惠里切语使用者是老人，大多数惠里切族以西班牙语为母语，使得两种惠里切语方言都濒危。